# Vĩnh Yên
Vĩnh Yên ist die Hauptstadt der Provinz Vĩnh Phúc in Vietnam. Sie befindet sich im Norden des Landes im Delta des Roten Flusses. Die Provinzstadt Vĩnh Yên hatte 2019 eine Einwohnerzahl von 114.908. Die Stadt verfügt seit 2006 über das Stadtrecht und besitzt den Status einer Provinzstadt der 3. Klasse.

## Geschichte
Bei Vĩnh Yên fand 1951 die Schlacht von Vĩnh Yên zwischen den Việt Minh und französischen Kolonialtruppen während des Indochinakriegs statt. 

## Galerie

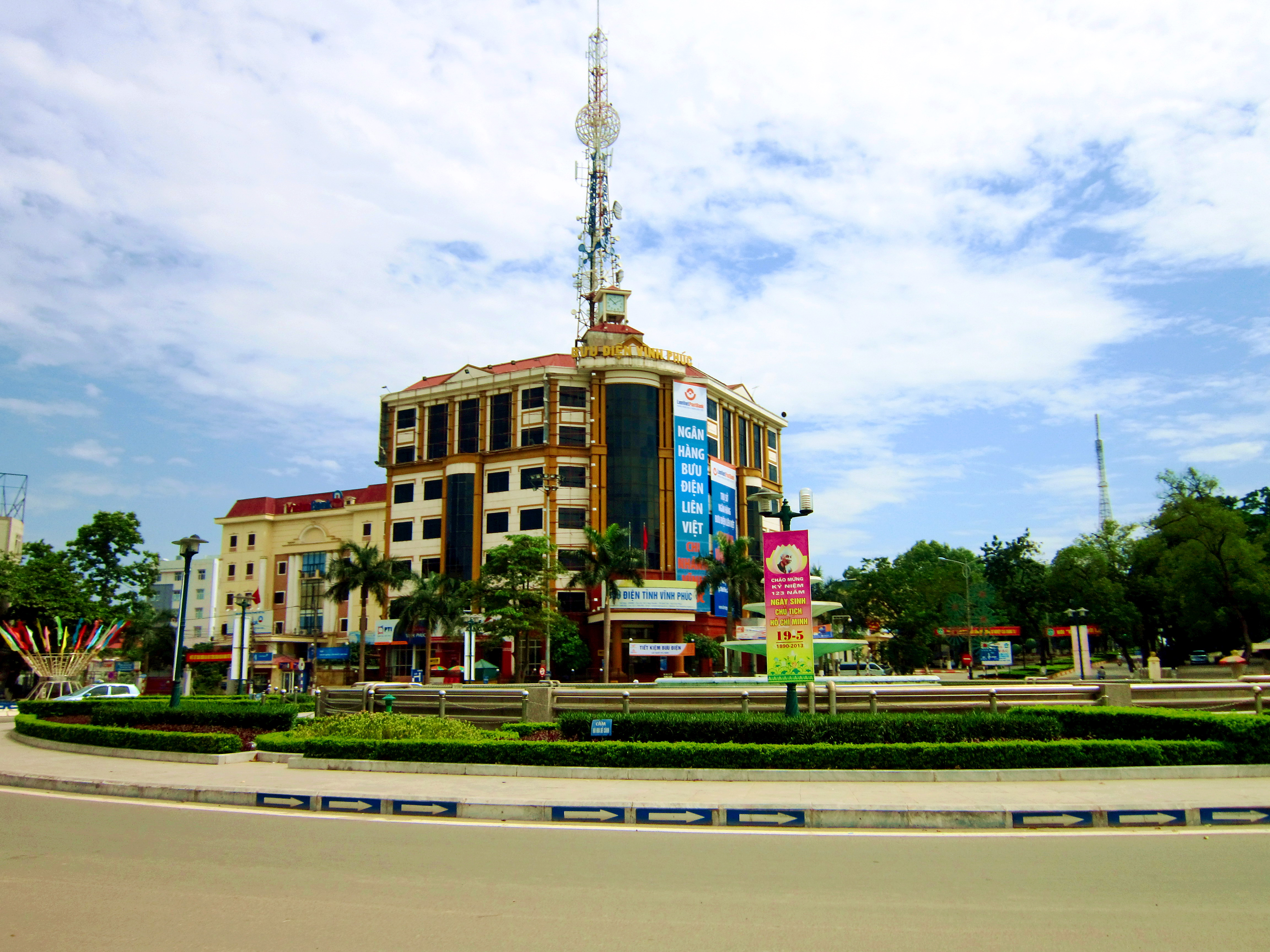
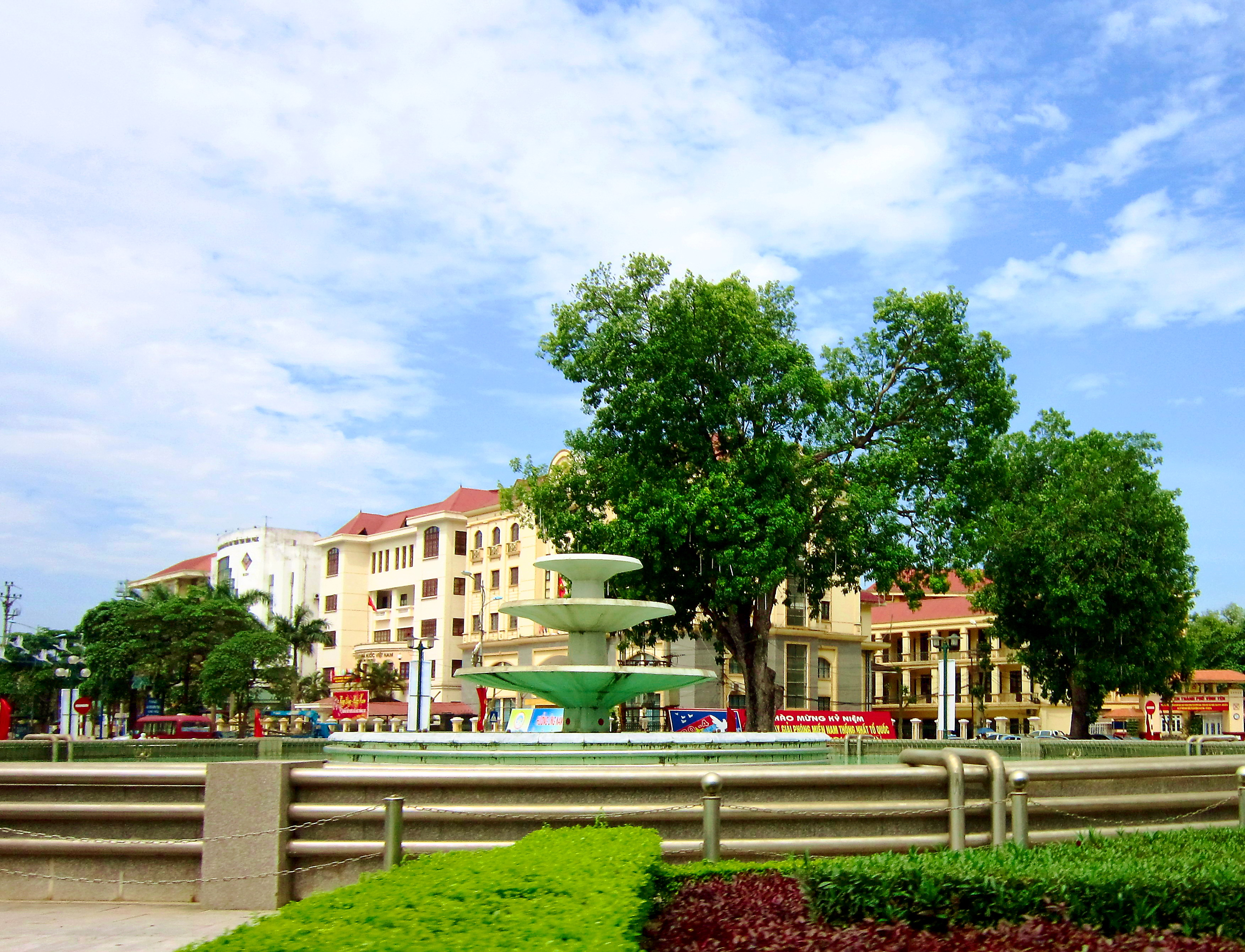
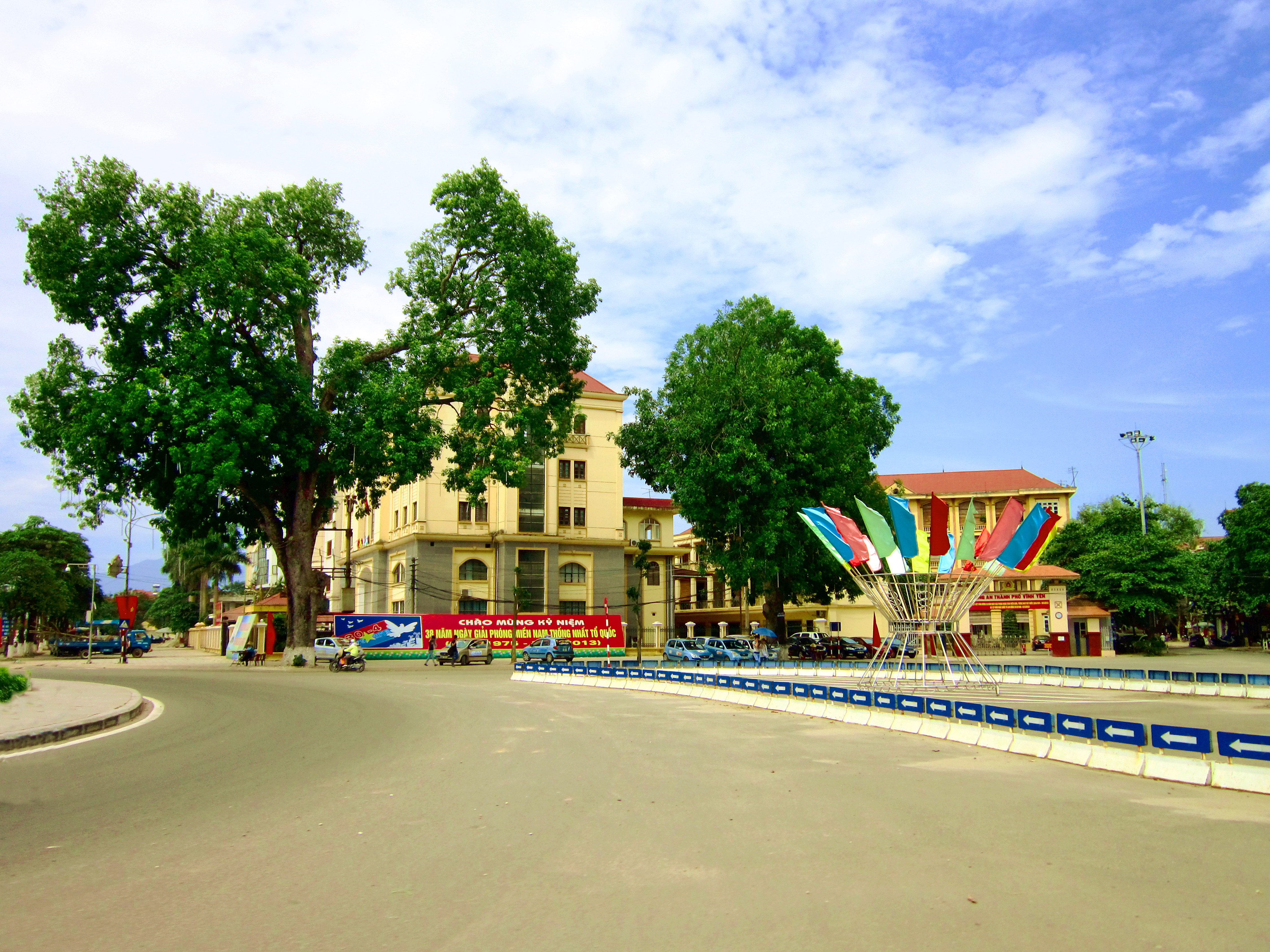

## Persönlichkeiten
- Khổng Thị Hằng (* 1993), Fußballspielerin